# Yakalo
Yakalo là một giống con lai của Bò Tây Tạng (Bos grunniens) và bò rừng Bison (được biết đến như là một loài trâu ở Bắc Mỹ). Nó được tạo ra bởi các thí nghiệm lai tạo trong những năm 1920 khi những con lai được thực hiện giữa bò đực Yak với bò Bison thuần chủng , cả bò cái Bison lai trâu đực (Beefalo). Giống như nhiều giao phối chéo khác liên quan cụ thể, chỉ có các giống cái đã được tìm thấy có khả năng sinh sản (theo nguyên tắc Haldane). Chỉ có rất ít giống lai vẫn còn sống sót và các thí nghiệm đã ngừng vào năm 1928.
Hiện chỉ có Alberta, Canada là nơi duy nhất có những cá thể Yakalo – một loài lai giữa bò Yak và trâu. Một ấn phẩm của tờ Lyon County Reporter xuất bản năm 1926 đã mô tả sự nhân giống thành công của Yakalo tại Công viên quốc gia Wainwright – nơi từng được sử dụng để bảo vệ bò bizon Mỹ. Loài Yakalo được tạo ra với mục đích cung cấp thịt và chống lại cái rét mùa đông của Canada, tuy nhiên vì lý do nào đó chúng chưa trở nên phổ biến.